# Lustro
Se llama lustro o quinquenio (del latín lustrum) a un periodo de cinco años. Etimológicamente, la palabra proviene del latín lustrum, que quiere decir "limpio", "puro".
Lustrum era un sacrificio expiatorio que se hacía cada cinco años.
Se refiere a la ceremonia de la lustratio (purificación), que se celebraba cada cinco años y era la más importante de la Antigua Roma. En el transcurso de esta celebración se efectuaban una serie de ritos y un banquete. Todos los pater familiae (patricios) estaban obligados a asistir. Quienes no lo hicieran perdían sus derechos de ciudadanos hasta la próxima lustración. Era un castigo muy importante, puesto que se perdía incluso el derecho a montar pleito.
La palabra española «lustre» proviene a su vez del vocablo latino lustro.